# Dysschema hodeva
Dysschema hodeva là một loài bướm đêm thuộc phân họ Arctiinae, họ Erebidae.